# Houlbec-Cocherel
Houlbec-Cocherel là một xã thuộc tỉnh Eure trong vùng Normandie miền bắc nước Pháp.
- Postal code: 27120
- INSEE code: 27343
- Population: 1,223
- Area: 11.64 km²
- Density: 105.07/km²
- Elevation: 142 m
- Canton: Vernon

## History
The Battle of Cocherel, an event of the Hundred Years' War that occurred on 16 tháng 5 năm 1364.